# هارون ستيغ
هارون ستيغ (بالإنجليزية: Aaron Lustig)‏ هو ممثل أمريكي، ولد في 17 سبتمبر 1956 في الولايات المتحدة.

## أعمال

### أفلام
- (1990) إدوارد ذو الأيدي المقصات[4]
- (2000) مسحور[5]
- (2005) شكرا لك على التدخين[6]
- (2009)  ثأر الهاوي[7][8][9][10][11]
- (2010) تاريخ الاستحقاق[12]
- (2011) يوميات روم[13]

### مسلسلات
- آلي مكبيل
- إن سي آي إس
- تشاك
- دالاس
- عقول إجرامية

## وصلات خارجية
- هارون ستيغ على موقع IMDb (الإنجليزية)
- هارون ستيغ على موقع ألو سيني (الفرنسية)
- هارون ستيغ على موقع أول موفي (الإنجليزية)
- هارون ستيغ على موقع قاعدة بيانات الأفلام السويدية (السويدية)
- هارون ستيغ على موقع قاعدة بيانات الفيلم (الإنجليزية)
- هارون ستيغ على موقع كينوبويسك (الروسية)